# Pat Bryant
Patrick Bryant II (10 dicembre 2002) è un giocatore di football americano statunitense che milita nel ruolo di wide receiver per i Denver Broncos della National Football League (NFL).

## Primi anni
Bryant frequentò la Atlantic Coast High School di Jacksonville, Florida. Nella sua carriera alle scuole superiori fece registrare 128 ricezioni per 2.261 yard e 23 touchdown. Al termine decise di iscriversi all’Università dell'Illinois - Urbana-Champaign per giocare nel college football.

## Carriera universitaria
Nella sua prima stagione con gli Illinois Fighting Illini nel 2021, Bryant fece registrare 6 ricezioni per 98 yard. L’anno seguente partì come titolare in 11 gare su 12, totalizzando 34 ricezioni per 453 yard e 2 touchdown. Nel 2023 ebbe 43 ricezioni per 560 yard e 7 touchdown in 12 partite, di cui 9 come titolare. Nel 2024 fu inserito nella seconda formazione ideale della Big Ten Conference.

## Carriera professionistica

### Denver Broncos
Bryant fu scelto nel corso del terzo giro (74º assoluto) del Draft NFL 2025 dai Denver Broncos.